# Lokomotiva 720
Lokomotiva řady 720 (do roku 1987 řada T 435.0) je čtyřnápravová dieselová lokomotiva s elektrickým přenosem výkonu. Vyráběna byla lokomotivkou ČKD Praha ve čtyřech sériích v letech 1958 až 1962. Následně na ni navázala větší řada T 458.1 (721), postavená na delším rámu a dosahující vyšší hmotnosti (74 t). Kromě výroby pro tuzemsko byly stroje odvozené od tohoto typu úspěšně i exportovány. Později byla nahrazena novějšími typy lokomotiv, např. řadami 740 a 742. V současnosti jsou lokomotivy řady 720 z provozu u státních drah již vyřazeny; několik lokomotiv pouze slouží u soukromých dopravců a další byly zachovány jako muzejní.

## Vznik a výroba
Řada 720 (T 435.0) představuje nejstarší motorovou lokomotivu na normální rozchod z produkce ČKD, jež se dostala do sériové výroby. Úplný počátek jejího vzniku je však potřeba hledat již roku 1948, kdy byla ministerstvem dopravy učiněna objednávka na úzkorozchodné lokomotivy řady T 47.0 (později 705.9) a normálněrozchodné řady T 434.0. Lokomotivy měly být dodány v roce 1951, ale díky naprostému minimu zkušeností s konstrukcí motorových lokomotiv v ČKD (ještě stále měla přednost parní trakce) postupoval vývoj velmi pomalu a první prototyp T 434.001 vyjel z brány lokomotivky až v létě 1953. Pro mnohé potíže a časté závady při zkušebním provozu byl druhý prototyp vyroben až o dva roky později a další stroje následovaly po následujících dvou letech. Kvůli překročení hmotnosti byly navíc stroje dodatečně přeznačeny na řadu T 436.0. Původně měla dodávka obsahovat 10 lokomotiv; po vyrobení osmi strojů ale bylo rozhodnuto v další výrobě těchto poměrně problematických a složitých lokomotiv nepokračovat a soustředit se na výrobu zcela nové řady T 435.0, jež by napravila chyby staršího typu.
Zde začíná historie samotné řady T 435.0 – pro výrobu jejích dvou prototypů byl využit z velké části materiál, původně určený pro poslední dva stroje T 436.0. Proti prvnímu typu byl výkon motoru zvýšen z 515 na 552 kW, odstraněn poruchový parní generátor pro vytápění soupravy a provedeny další změny. Prototypy byly dokončeny roku 1958 (po dlouhých deseti letech od podání prapůvodní objednávky) a předány do zkušebního provozu v lokomotivním depu Kolín (tato lokalita nebyla vybrána náhodně – testována zde byla i předchozí řada T 436.0 a navíc to nebylo daleko od výrobního závodu v Praze). Ani tentokrát se provoz neobešel bez počátečních problémů, postupně se nové lokomotivy podařilo dovést k dobré provozní spolehlivosti a proto byla následně vyrobena desetikusová ověřovací série. ČSD však o ni neprojevily zájem (po předchozím zklamání z řady T 436.0, navíc již běžela příprava nových dieselhydraulických lokomotiv řady T 444.0, pozdější 725) a všechny lokomotivy skončily v průmyslu. Stavba hydraulické „konkurence“ se ale zdržela a následujícího roku proto zadaly výrobu první série o 45 kusech, z toho pěti na rozchod 1 520 mm (pro překladiště v Čierné nad Tisou). Druhá série byla objednána záhy a její výroba proběhla v roce 1960.

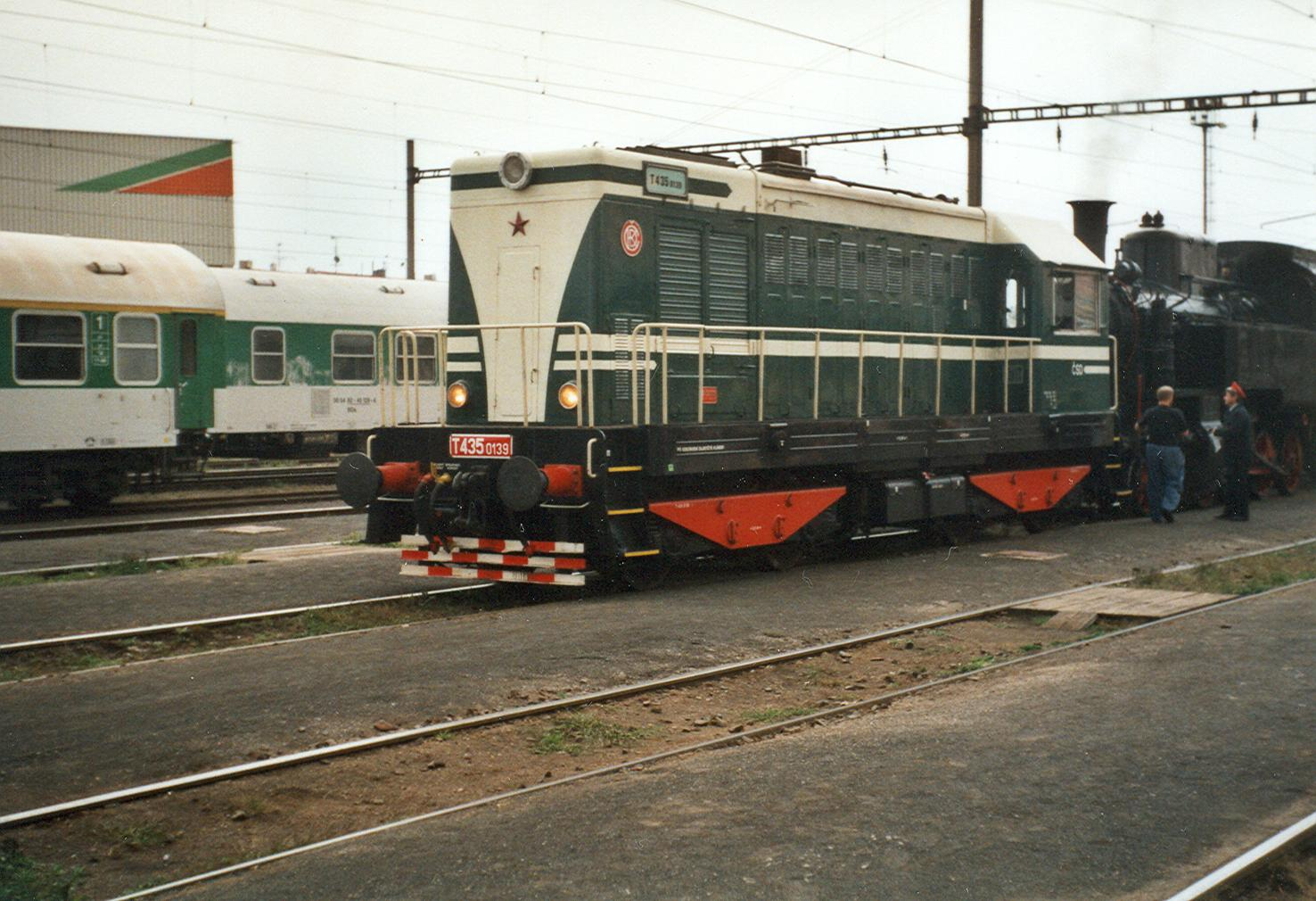
Lokomotiva T 435.0139 s kývačkovými podvozky v Chomutově

I přes značný pokrok proti výchozímu typu se u prvních sérií řady T 435.0 nepodařilo vyřešit jeden z hlavních problémů, jímž byly podvozky. Použita byla ještě původní konstrukce z typu T 436.0, tzv. pensylvánské podvozky. Díky tvrdému vypružení však často praskaly jejich rámy a to představovalo velmi vážnou závadu. Pod vedením Zdeňka Klézla byl proto vyvinut zcela nový podvozek s kyvnými rameny, tzv. kývačkový, jenž byl prověřován na poslední vyrobené lokomotivě druhé série T 435.087. Sériově tyto podvozky obdržely až lokomotivy poslední čtvrté série, vyrobené roku 1962. Kromě několika dalších změn (například montáží kompenzátoru výkonu) se od starších strojů lišily také nátěrem – první tři série lokomotiv měly tmavomodrý nátěr v kombinaci s krémovou barvou, novější měly nátěr zelený.
Celkem bylo pro potřeby ČSD vyrobeno 150 ks (včetně lokomotiv T 435.0495 až 0499, na rozchod 1520 mm). Pro vlečky průmyslových podniků v Československu pak bylo vyrobeno 83 kusů těchto lokomotiv. Zájem přišel i ze zahraničí a nemalý počet strojů této řady byl exportován, především do Albánie, Iráku a NDR. Řadě T 435.0 odpovídaly první dva stroje řady ČME2 pro SSSR, podle jejího vzoru byla později vyrobena větší řada T 458.1 (721). Tato řada se liší delším rámem, sériově montovanými kývačkovými podvozky a dalšími detaily, motor a většina pohonného soustrojí je převzata beze změn. I tyto lokomotivy byly sériově vyráběny a exportovány ve velkých počtech a většina (651 kusů) skončila pod řadou ČME2 právě v Sovětském svazu, další stroje došly např. do Indie a Polska.

## Technický popis

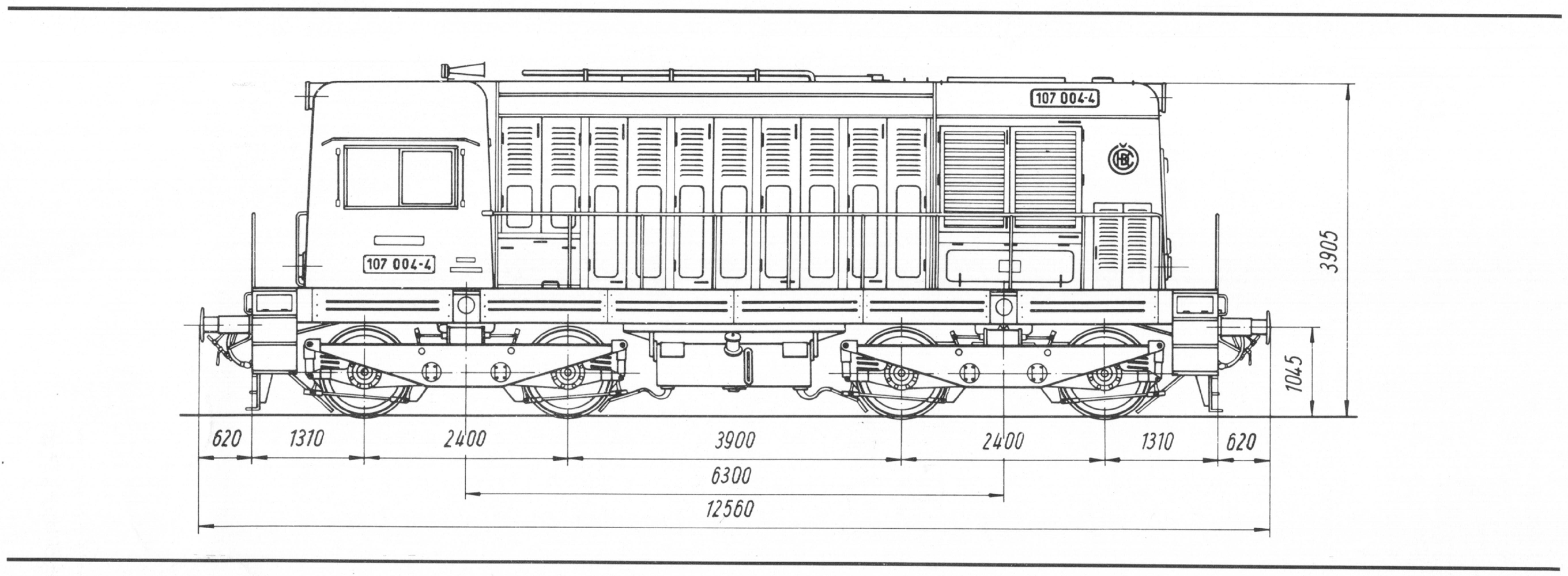
Typový výkres lokomotivy v novější verzi s kývačkovými podvozky - zde pro Deutsche Reichsbahn

Stejně jako v případě předchozího typu T 436.0, jde o čtyřnápravovou lokomotivu kapotového provedení; oproti staršímu typu byla ale kabina strojvedoucího posunuta na úplný konec rámu. Jak již bylo zmíněno, pojezd lokomotivy tvořily u starších sérií dva dvounápravové podvozky se jhy (tyto podvozky má stroj zobrazený na snímku). U poslední vyrobené série byly pak nahrazeny podvozky kývačkovými. Dále byla poprvé použita hydrodynamická převodovka HVK pro pomocné pohony (tedy pro ventilátor chlazení a kompresor – tím se zvýšila spolehlivost lokomotivy. Původní pružné „Hardyho“ spojky měly v provozu nízkou životnost. Trpěly silnými rázy, zejména při rozběhu kompresoru. Rázy byly zcela odstraněny – hydraulické spojky umožnily dokonale měkký a plynulý záběr při rozběhu). Stroj T 435.087 měl jako první zelený nátěr (odtud přezdívka „agrárník“) a změněný převod na dvojkolích, takže nejvyšší rychlost vzrostla z 60 na 80 km/h.

### Spalovací motor
Lokomotivu pohání vznětový pomaluběžný šestiválec s přirozeným sáním (bez přeplňování) s typovým označením 6 S 310 DR. Jeho zdvihový objem je 163,21 l. Motor je chlazený kapalinou, má ventilový rozvod typu OHV a přímý vstřik paliva. Vrtání válců činí 310 mm, zdvih pístů 360 mm. Válec je osazen vstřikovací tryskou, dvěma sacími a výfukovými ventily, píst má sedm pístních kroužků. Motor podává jmenovitý výkon 552 kW při 750 ot./min. Otáčky při volnoběhu 350 ot./min. Spotřeba paliva je 165 g/k/h (cca 0,35 litru/kWh).

### Trakční generátor
Naftový motor je usazen ve společném rámu s trakčním generátorem. Kotva generátoru je spojena s jeho klikovým hřídelem. Generátor je osmipólový, stejnosměrný stroj s cizím buzením a vlastní ventilací. Ve statoru má i vinutí pro startování spalovacího motoru z akumulátorové baterie. Typové označení je 86/38x8. Splňuje požadavky izolační třídy B. Má trvalý výkon 470 kW při napětí 470 V a proudu 1 kA.

### Trakční motory
Lokomotiva má 4 tlapové elektromotory (TM), každý pro jedno dvojkolí. Jsou to čtyřpólové stejnosměrné sériové stroje typu TM 43/37x4 s cizí ventilací. TM má trvalý výkon 103 kW při napětí 203 V a proudu 500 A.

## Využití, provoz

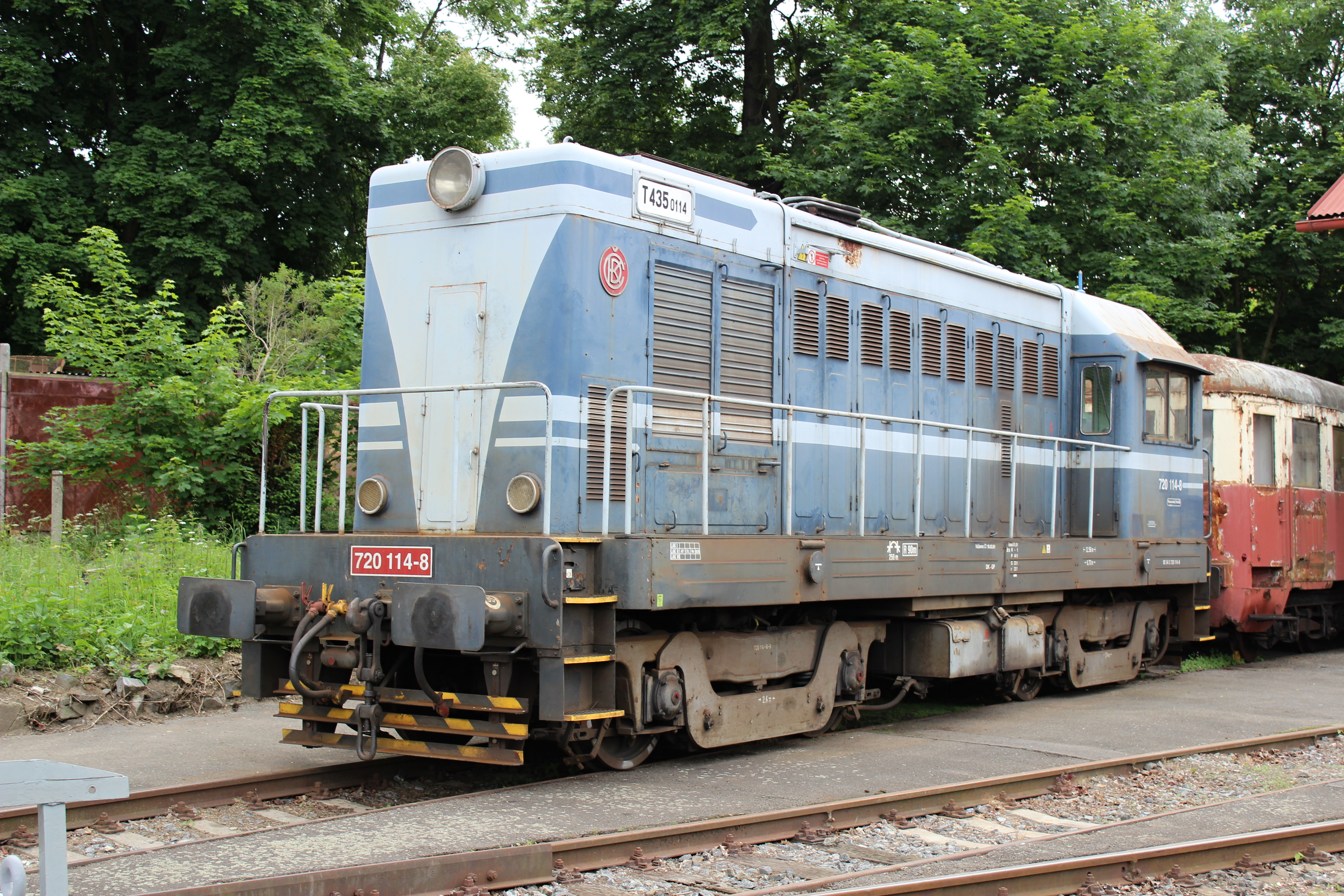
Lokomotiva T 435.0114 (720.114) u točny benešovského nádraží (Posázavský Pacifik, o.s.)

Lokomotivy řady T 435.0 byly určeny především pro posun a dopravu lehkých nákladních vlaků; vzhledem k absenci vytápěcího zařízení byly do osobní dopravy nasazovány jen výjimečně a jako záskok za jiné řady, nejvíce v letním období. Přes počáteční nedůvěru si tyto stroje postupně získaly mezi provozním personálem oblibu díky své spolehlivosti, jednoduché obsluze a robustnosti. Vysloužily si proto přezdívku hektor či herkules. V roce 1962 byla vyrobena první série nové řady T 458.1 (721), jenž z řady T 435.0 vyšla a v některých lokalitách ji nahradila (např. na překladišti v Čierné – pětice řady T 435.0 proto byla převázána na normální rozchod a provozována jinde). Ve srovnání s poruchovými a složitými hydraulickými stroji řad 725 a 726 byly také mohutnější a na posun vhodnější, proto je mnohá depa používala častěji a hydraulické lokomotivy byly provozovány jen v několika málo oblastech. První náhrada přišla počátkem 70. let, kdy byla zahájena výroba řady T 448.0 (740). Tyto lokomotivy dokázaly na vlečkách nahradit řady 720, 721 i další a odsunuly je tak obvykle do zálohy či jinam. Na ČSD se měla první posilou stát řada T 466.0 (735) z TS Martin, vzhledem k jejímu zpožděnému vývoji byla ale raději narychlo nakoupena řada T 466.2 (742), odvozená z vlečkové 740.
Větší rušení pak přišlo po roce 1989, kdy výrazně poklesla potřeba motorových pro posun a řada T 435.0 (nově označená jako 720) navíc dosáhla své původně plánované životnosti. V průmyslu již byla většinou nahrazena řadou 740, u státních drah poslední lokomotivy dosluhovaly v 90. letech. Několik lokomotiv se podařilo uchovat jako historické a část z nich byla uvedena do původního stavu. Mezi nimi byl i první prototyp T 435.001, jenž svou provozní kariéru ukončil v roce 1987 v Kolíně, kde sloužil téměř 30 let, a poté přešel do sbírek Národního technického muzea. Další exempláře si ponechaly České dráhy a jsou k vidění i v Železničním muzeu Lužná u Rakovníka. I přes své stáří se tyto lokomotivy staly poměrně oblíbené u soukromých dopravců a jsou příležitostně využívány například k vedení pracovních a stavebních vlaků při opravách tratí.

## Historické lokomotivy
- 720.001 (NTM, depo Chomutov)
- 720.003 (Posázavský Pacifik, depo Benešov u Prahy)
- 720.039 (Moravská železniční, Kazeta u Prerov)
- 720.040 (ČD, depo Hradec Králové)
- 720.058 (ČD, depo Lužná u Rakovníka - namontovaný)
- 720.087 (NTM, depo Chomutov)
- 720.091 (ČD, depo Lužná u Rakovníka)
- 720.093 (Vrútky)
- 720.097 (Railway Capital, depo Tábor)
- 720.108 (Posázavský Pacifik, depo Benešov u Prahy)
- 720.111 (ČD, depo Kořenov)
- 720 113 (Klub přátel kolejových vozidel - JKS)
- 720.114 (Posázavský Pacifik, depo Benešov u Prahy)
- 720.139 (ČD, depo Lužná u Rakovníka)
- 720.145 (ČD, depo Cheb)
- 720.502 (Klub přátel kolejových vozidel - JKS)
- 720.508 (Klub přátel kolejových vozidel - JKS)
- 720.509 (Posázavský Pacifik, depo Benešov u Prahy)
- 720.565 (Klub přátel kolejových vozidel - JKS)

## Galerie

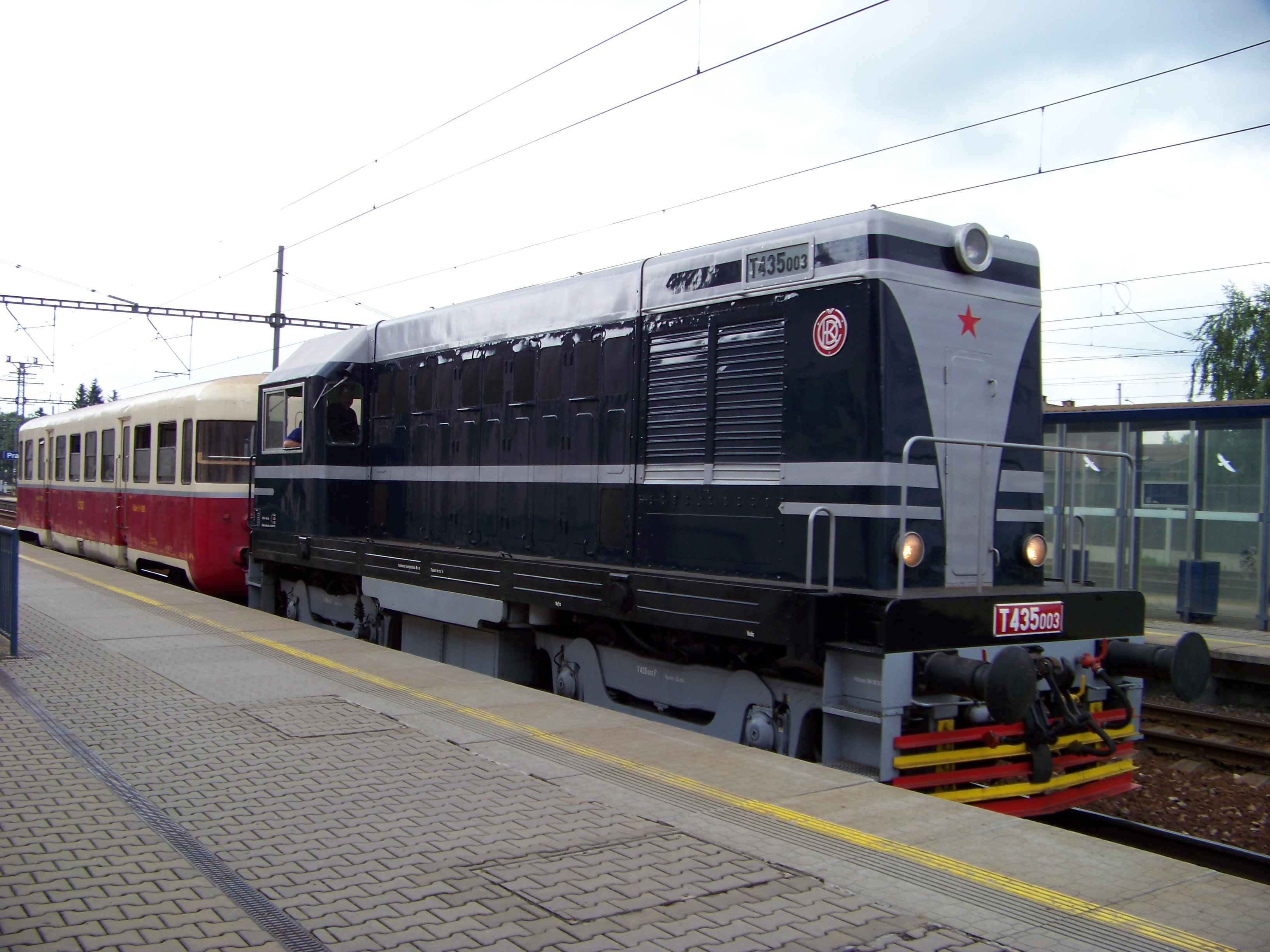
Historická lokomotiva T 435.003 (720.003)
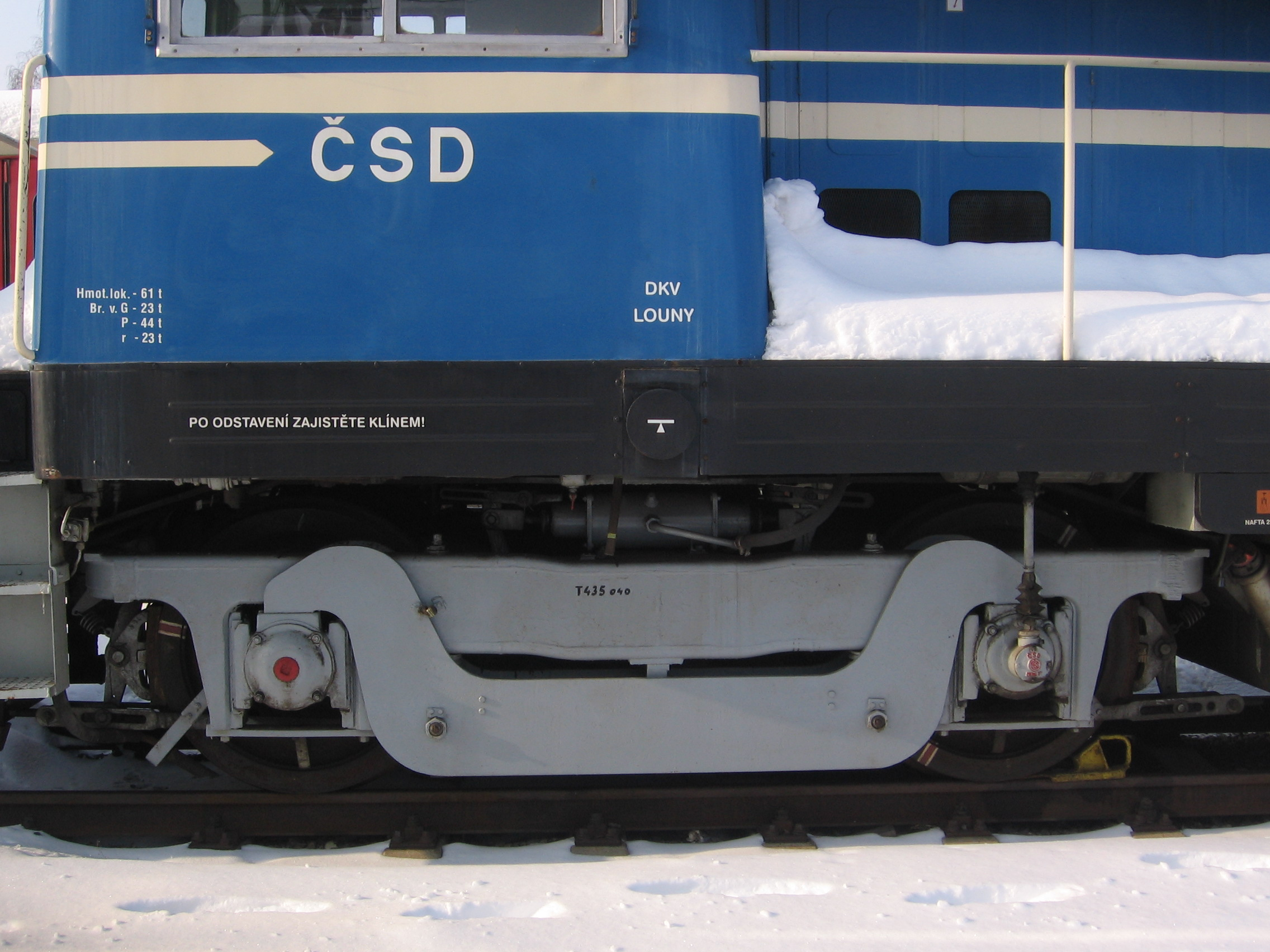
Detail staršího, tzv. pensylvánského podvozku
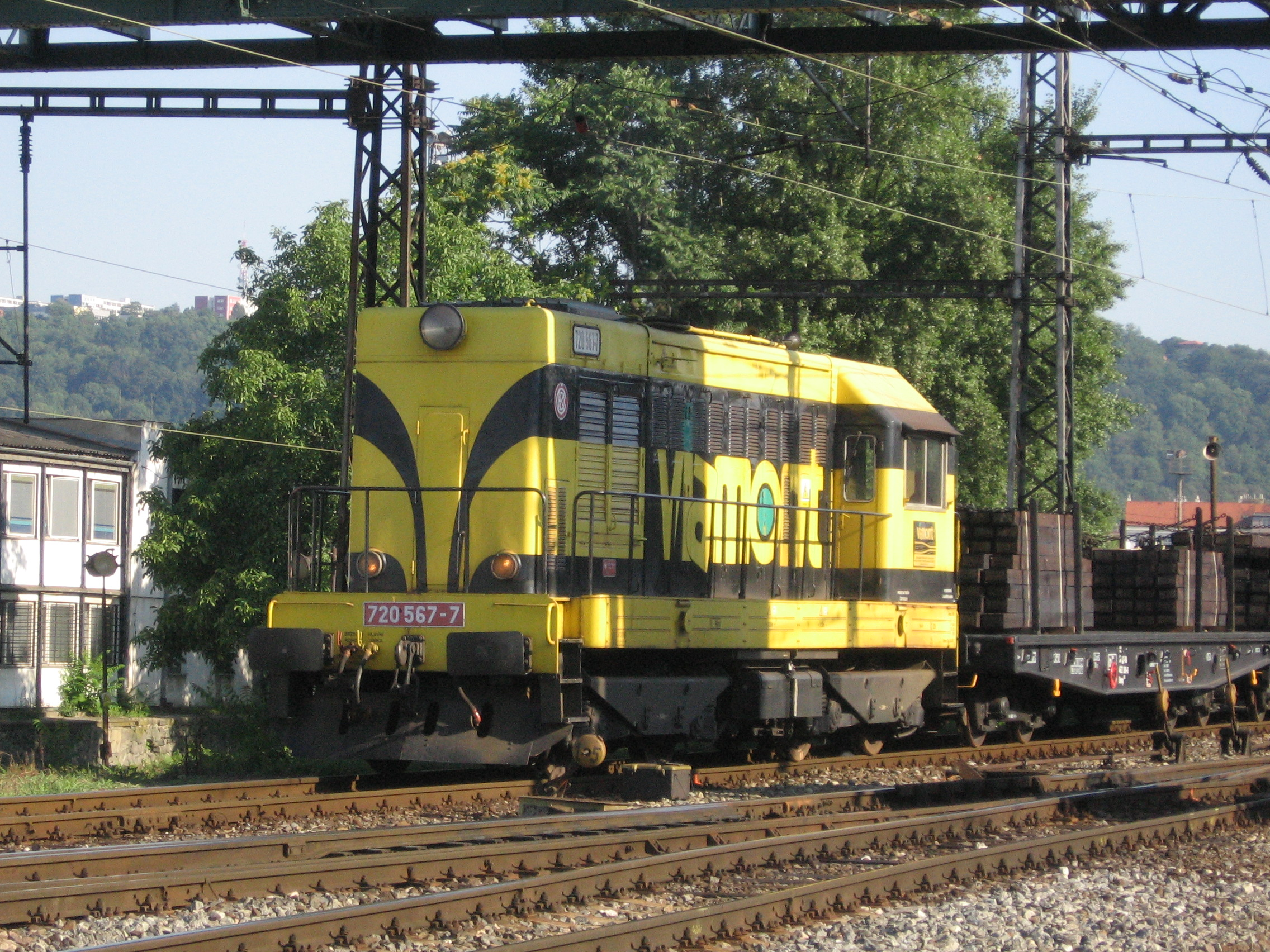
720.567 v provozu u firmy Viamont
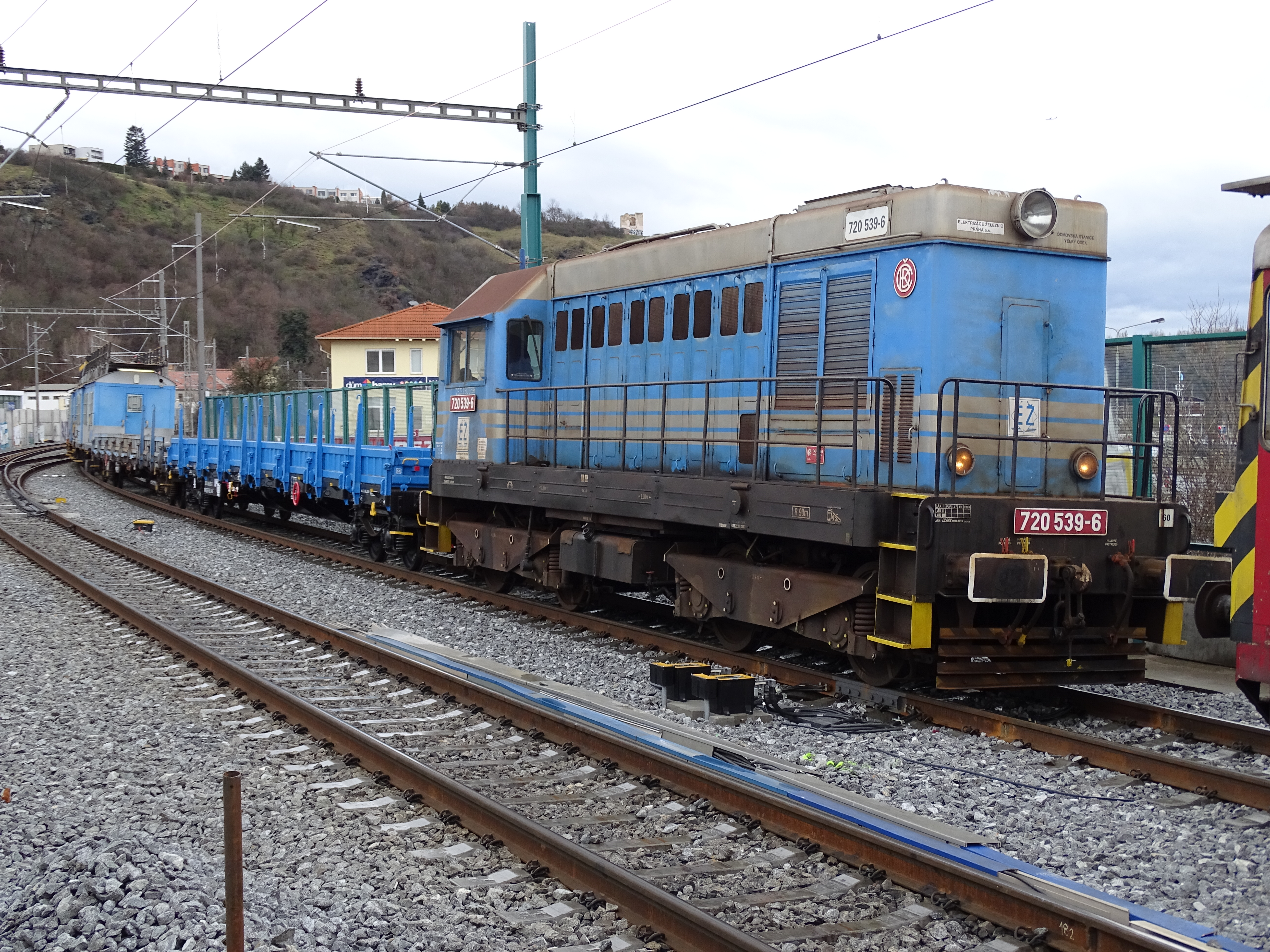
Pracovní vlak vedený strojem Elektrizace železnic Praha
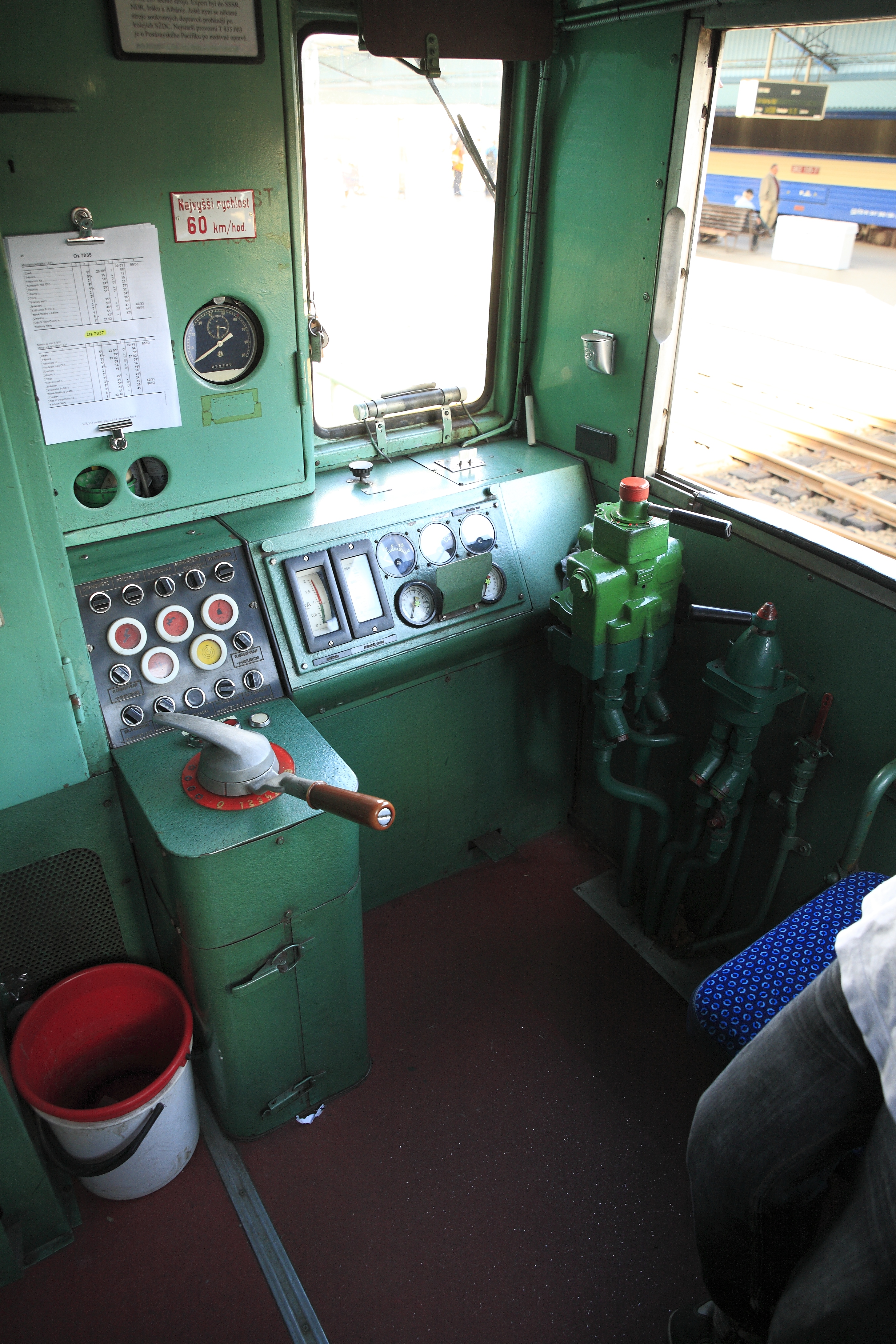
Stanoviště strojvedoucího
- Stroj T 435.0111 v Kořenově společně s T 426.001 a motorovým vozem M 240.0